# Maiac
Maiac (rumänska: Maiac; ryska: Маяк, Majak) är en ort i Moldavien. Den ligger i distriktet Unitatea Teritorială din Stînga Nistrului, i den östra delen av landet, i regionen Transnistrien. Maiac ligger 161 meter över havet och antalet invånare är 1 500.
Terrängen runt Maiac är platt. Trakten runt Maiac består till största delen av jordbruksmark.